# Alain Guillier de Chalvron
Pour les articles homonymes, voir Chalvron.
Alain Guillier de Chalvron dit par convenance Alain de Chalvron, né le 2 novembre 1951 à Madrid, est un journaliste et reporter français.

## Biographie

### Famille
Alain Guillier de Chalvron est le fils du diplomate, ambassadeur de France, Bernard Guillier de Chalvron et de Solange Massias,. Il est le frère de Jean-Guy Guillier de Chalvron (1948-),, haut fonctionnaire, inspecteur général de l'Administration, et ancien  rapporteur de la Commission nationale des comptes de campagne et des financements politiques.
Il est le père de la chanteuse Lili (Aurélie de Chalvron) et du reporter Marc de Chalvron, reporter pour France 2, ancien correspondant à Jérusalem pour France 24 et en 2010 correspondant pour I-Télé.

### Formation
Alain de Chalvron est un ancien élève de l'Institut d'études politiques de Paris et diplômé d'études supérieures en droit.

### Carrière professionnelle
Il commence sa carrière au Caire où il apprend l'arabe. Puis dans les années 1980, il est correspondant à Beyrouth pour la chaîne de radio France Inter : il est alors au cœur de la guerre civile libanaise, c'est ici[Où ?] que naît son livre Le Piège de Beyrouth en 1982. Il dirige ensuite la rédaction de RFI durant quatre ans alors qu'il n'a que 31 ans. Il est ensuite expatrié à Washington D.C..
En 1989, il est nommé directeur de la rédaction de RMC puis prend en charge celle de France 2 en 1991. En 1994, il est nommé correspondant à Rome. De 2000 à 2003 il s’occupe du moyen orient, et couvre en particulier la deuxième intifada et la guerre d’Irak depuis Bagdad
De 2003 à 2010, il dirige le bureau de France 2 à Washington D.C.. Il est correspondant pour TV5 Monde : il couvre les élections de George H.W. Bush, de George W. Bush, celle de Barack Obama, et les obsèques de Michael Jackson.
Il couvre plusieurs événements exceptionnels : la mort de l'ambassadeur de France au Liban, Louis Delamare (tentative d'enlèvement qui tourne au drame), l'histoire tragique des enfants Oufkir ou encore l'Affaire Habache.
Bien qu'ayant rencontré de nombreuses personnalités, dont les présidents de la République française, il reste marqué par sa rencontre en 1999 à l'occasion du voyage du pape Jean-Paul II en Inde, avec le Père Ceyrac, simple prêtre jésuite à Madras dont il dit qu'il « mériterait, un jour, d'être canonisé. » ou avec la détresse de « reste-avec », les enfants esclaves d’Haiti.
En février 2010, il quitte sa fonction occupée durant sept ans, de chef du bureau de France 2 à Washington D.C pour être nommé en septembre 2010, à Pékin, avec autorité[Quoi ?] sur tout l'Extrême-Orient.
En avril 2016, il quitte son poste en Asie pour intégrer la rédaction nationale et participer à la nouvelle chaîne d'information.
À la demande de Delphine Ernotte et de Michel Field, il est jusqu'en juin 2018 chargé de la mission d'audit sur les dysfonctionnements des rédactions de France 2 et France 3.
En 2020, il publie un livre de souvenirs, « En direct avec notre envoyé spécial », aux Éditions de l'Archipel.

## Publications
- Le piège de Beyrouth, Paris, Le Sycomore, 1982, 192 pages,  (ISBN 978-2-86262-176-0)
- En direct avec notre envoyé spécial, Paris, l’Archipel, 2020, 303 pages (ISBN 978-2-80982-861-0)

## Pour approfondir